# Hustle (chanson)
Pour les articles homonymes, voir Hustle.
Singles de P!nk
Walk Me Home
(2019) Can We Pretend
(2019)
Pistes de Hurts 2B Human
(Hey Why) Miss You Sometime
Hustle est une chanson écrite par la chanteuse américaine P!nk pour son huitième album studio Hurts 2B Human, dont il est le deuxième single. Il sort le 28 mars 2019.

## Liste des pistes
| 1. | Hustle | P!nk, Dan Reynolds, Jorgen Odegard | 2:55 |